# Cerylon reticulatum
Cerylon reticulatum is een keversoort uit de familie dwerghoutkevers (Cerylonidae). De wetenschappelijke naam van de soort werd in 1925 gepubliceerd door Jan Roubal.